# Колодеевка (Бутурлиновский район)
Колодеевка — село в Бутурлиновском районе Воронежской области. Административный центр Колодеевского сельского поселения.
Расположено в 27 км к востоку от Бутурлиновки и в 155 км к юго-востоку от Воронежа.
В селе имеются Колодеевская СОШ, ФАП, отделение связи, социально-культурный центр «ИСТОК».
| 1859 | 1897 | 2010 |
| ---- | ---- | ---- |
| 375  | ↗541 | ↘530 |